# Lingua italiana a Malta

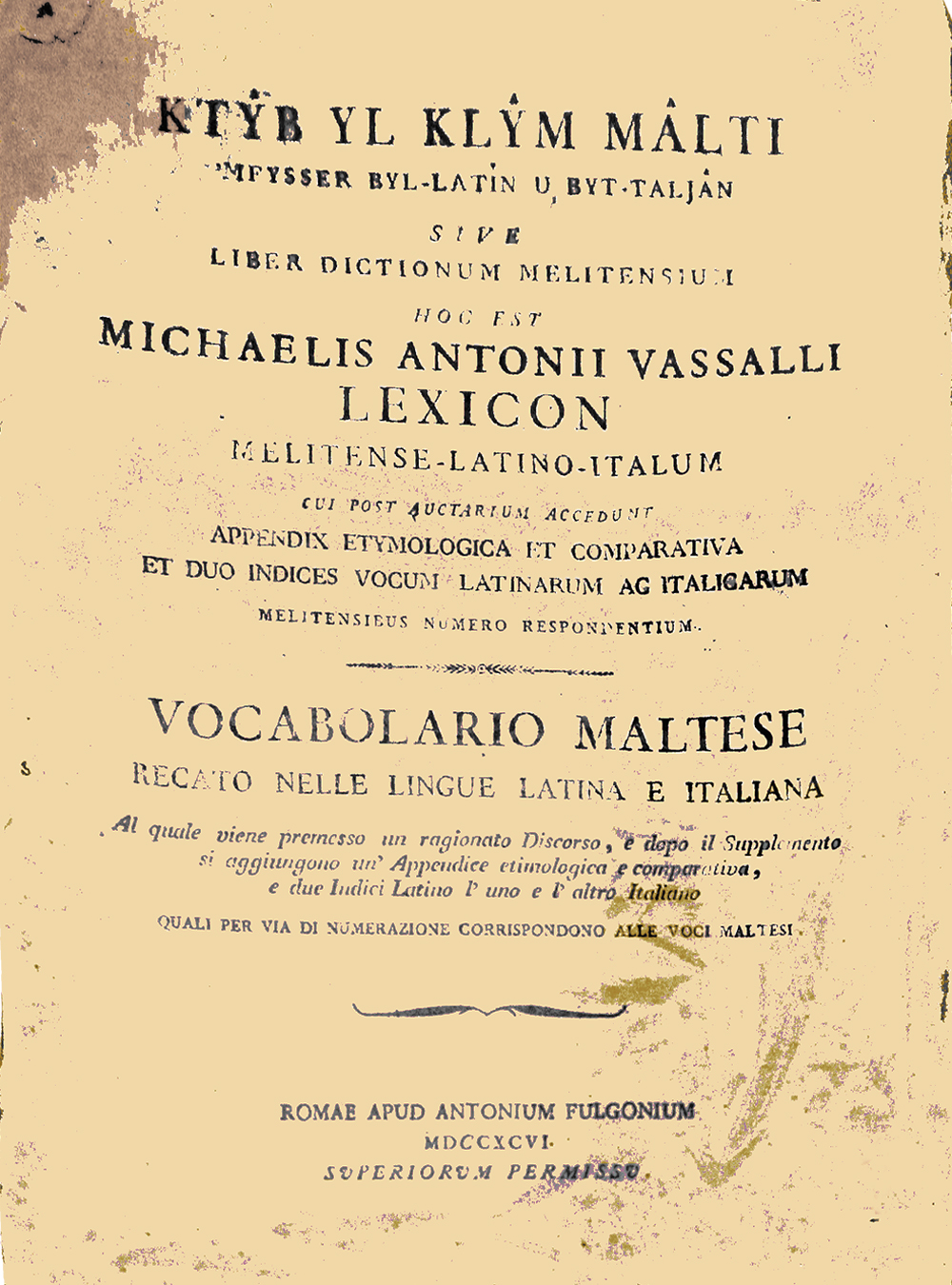
Lexicon di Mikiel Anton Vassalli, 1796

La lingua italiana a Malta è la terza lingua più diffusa nell'arcipelago, dopo le due lingue ufficiali (maltese e inglese, parlate rispettivamente dal 100% e dall'88% della popolazione). 
La lingua italiana a Malta è parlata correttamente dal 41,34% dei maltesi. Secondo altre stime, la lingua italiana sarebbe conosciuta dall'86% della popolazione: il 67% la parlerebbe correttamente, un altro 17% ne conoscerebbe le basi ed il 2% sarebbe di madrelingua italiana. L'italiano è utilizzato soprattutto in ambito commerciale, turistico e scolastico. Al momento non gode di alcuno status ufficiale. L'italiano distacca quindi notevolmente il francese (16%) e il tedesco (4%).

## Storia

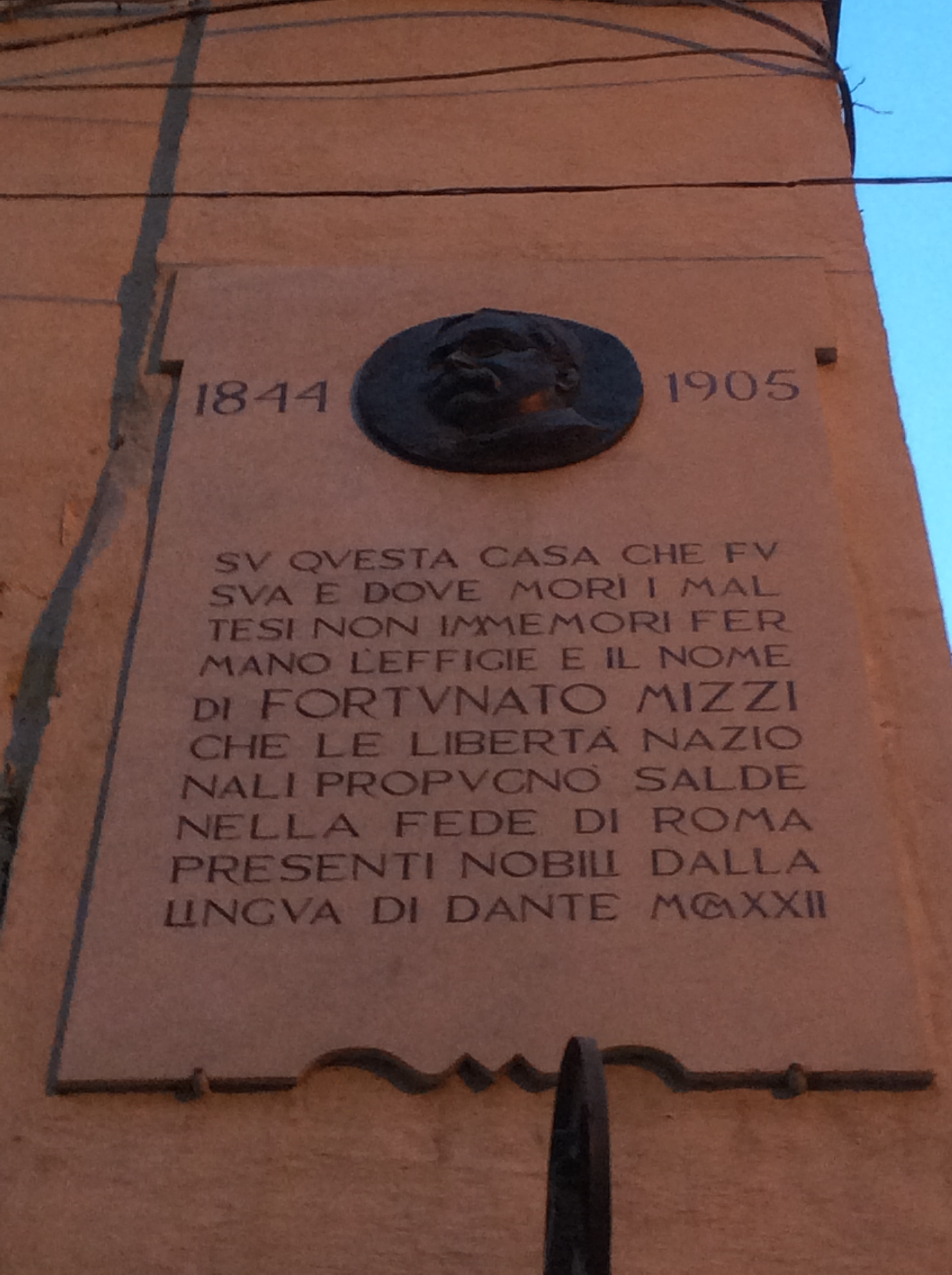
Lapide a Fortunato Mizzi alla Valletta

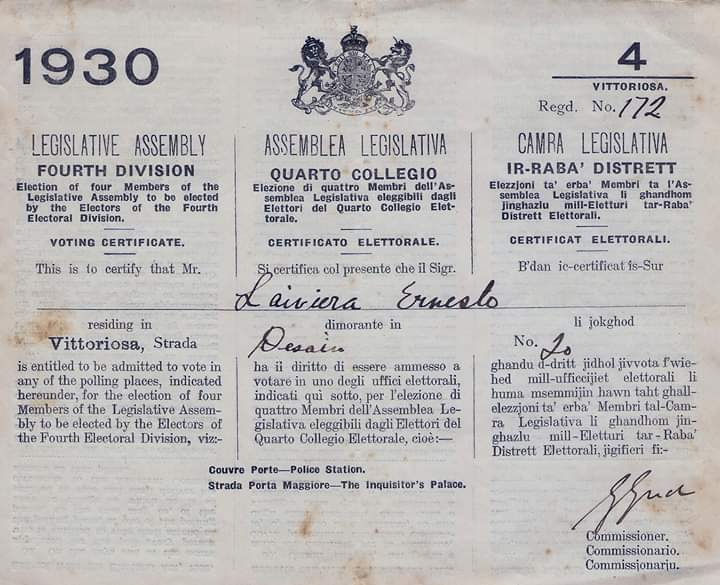
Scheda elettorale trilingue per le elezioni del 1930 a Malta

L'italiano era una delle lingue (langues) in cui si organizzava la struttura dei cavalieri di Malta.
Passata Malta a protettorato e poi colonia britannica dopo le guerre napoleoniche, l'italiano resta la lingua erudita dell'arcipelago. Dopo il Journal de Malte, le prime pubblicazioni a stampa a Malta sono in lingua italiana: il Foglio d'Avvisi (1803-1804), L'Argo (1804), Il Cartaginese (1804-1807) e il Giornale di Malta (1812-1813). Si trattava di giornali sotto controllo governativo e dai contenuti propagandistici antifrancesi, dalla tiratura di circa 400 copie, e curati dagli esiliati italiani Vittorio Barzoni e Gavino Bonavita. Successe loro, dal 1813, la Gazzetta del Governo di Malta, ancora oggi esistente gazzetta ufficiale della repubblica maltese. Più tardi, nel 1883, Fortunato Mizzi fondò il Malta. Quotidiano Nazionalista, più tardi diretto da Enrico Mizzi, quotidiano del Partito Nazionalista pubblicato fino alla seconda guerra mondiale in lingua italiana.

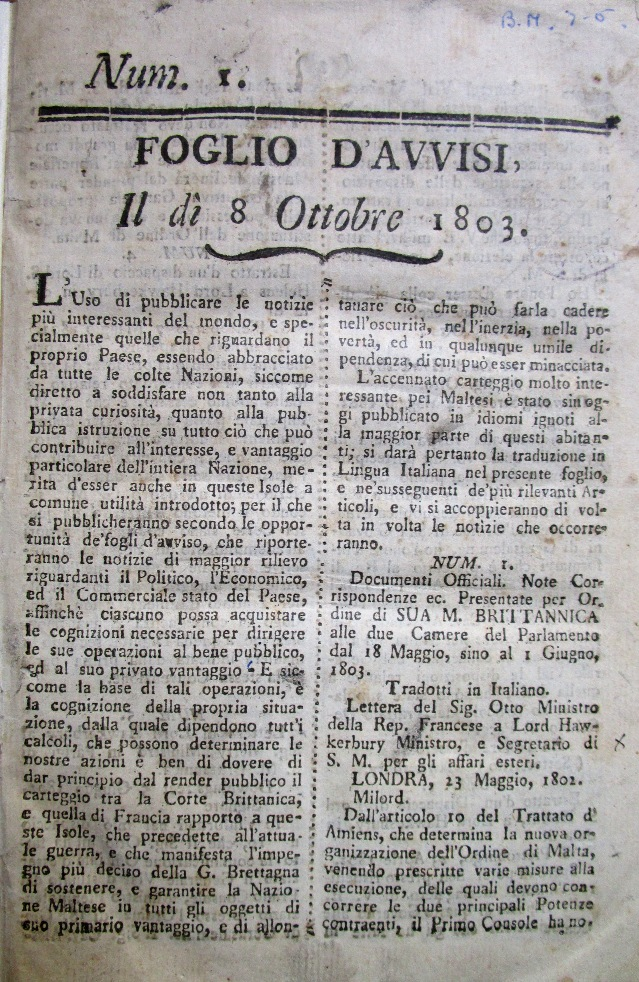
Foglio d'Avvisi  (1803-1804)
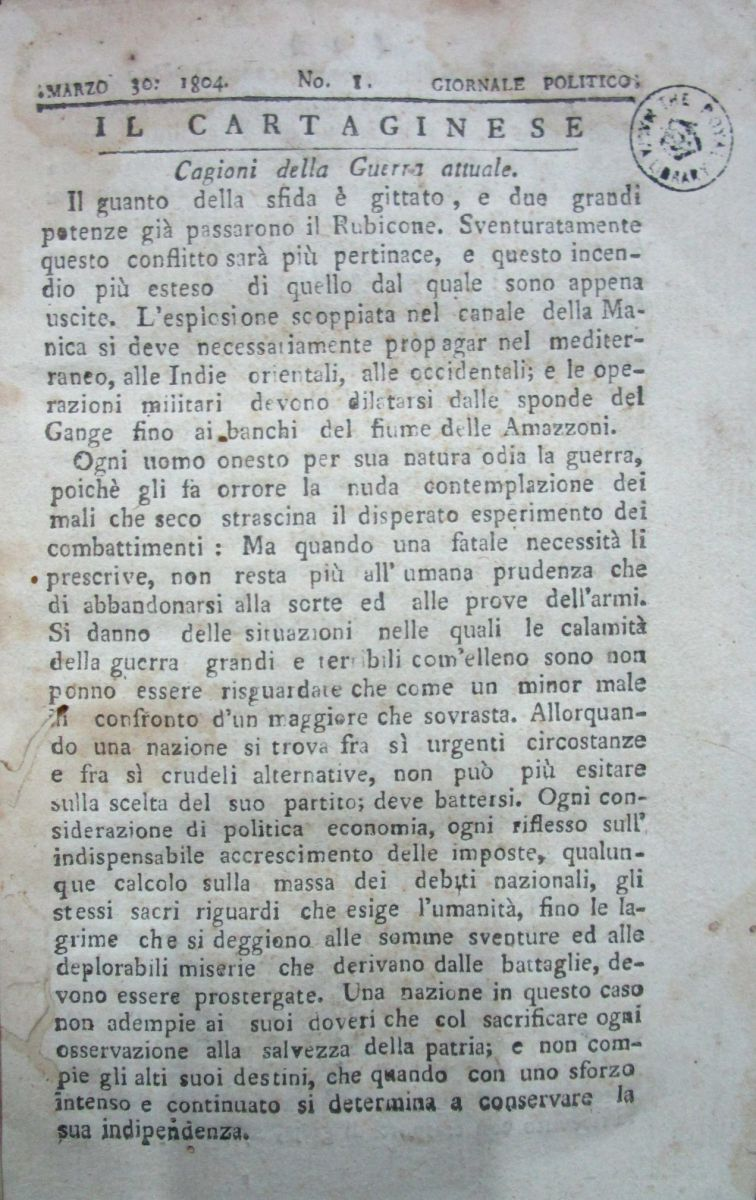
Il Cartaginese (1804-1807)
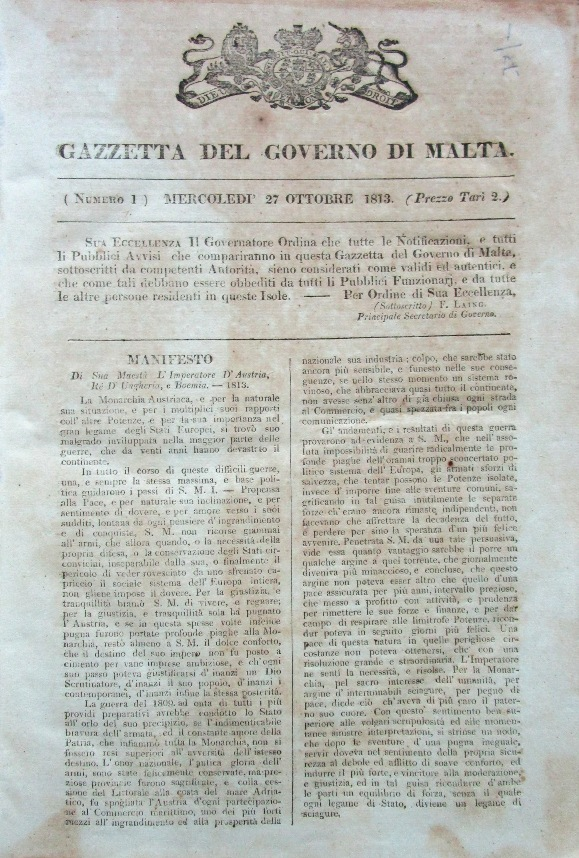
Gazzetta del Governo di Malta (dal 1813)
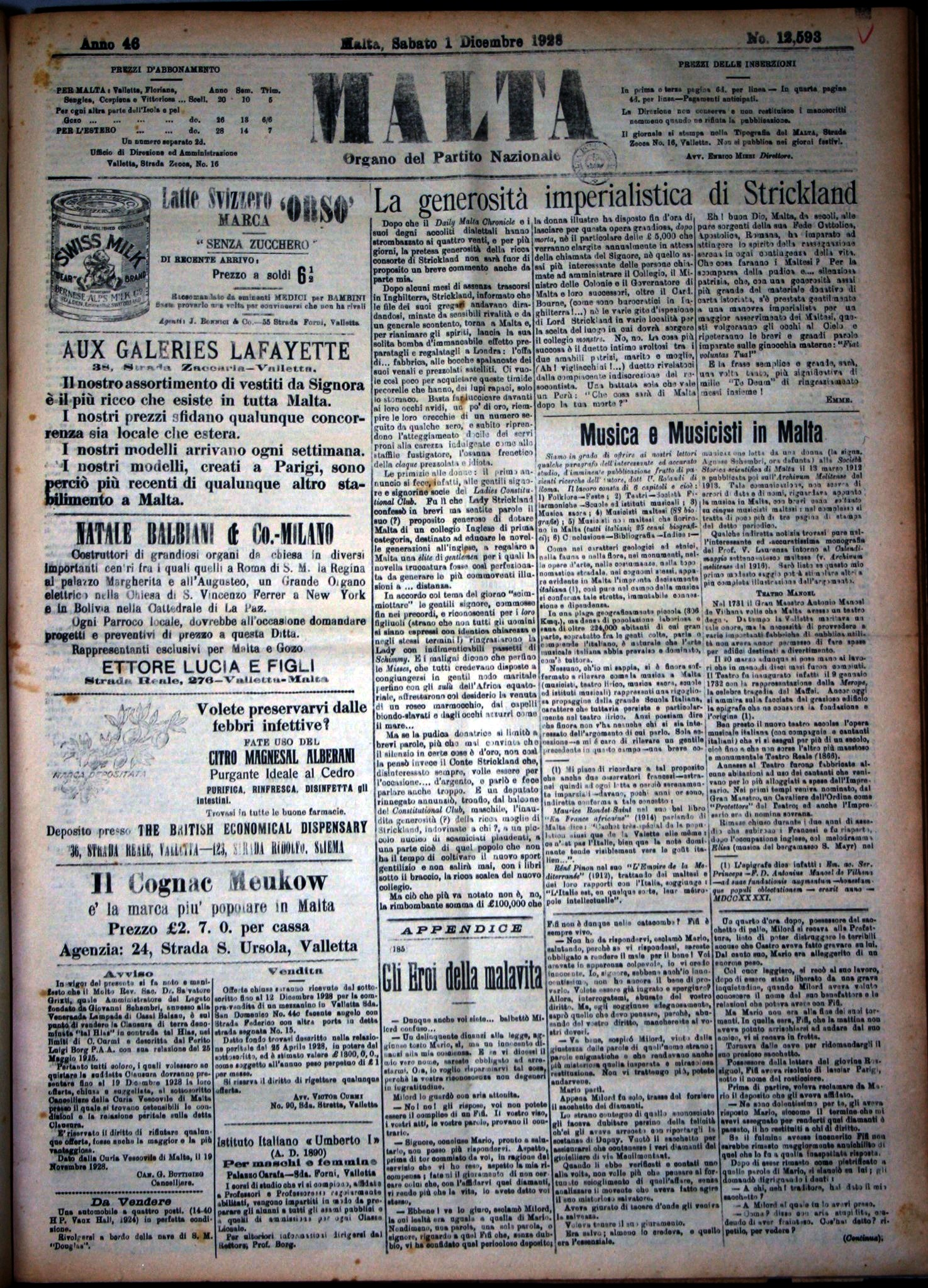
Malta (Quotidiano Nazionalista) (1883-1943)

Nel 1934, anche a causa delle mire irredentistiche italiane su Malta, gli inglesi decidono di abolire l'italiano come lingua ufficiale. In quel periodo l'italiano era lingua esclusiva della nobiltà, ed era parlato solo dal 14% della popolazione (all'epoca circa 35.400 abitanti).
Con l'alfabetizzazione dell'isola, l'uso della lingua italiana a Malta è progressivamente aumentato, specialmente negli ultimi anni, e dall'abolizione al 2010 il numero di parlanti italiano è decuplicato. Infatti dal 14% (35.400 persone) del 1934 si è passati al 36% (142.900 persone) nel 2002 e all'86% (359.000 persone) nel 2010. Secondo uno studio effettuato nel 2011 la lingua italiana risulterebbe invece parlata correttamente dal 41.34% dei maltesi. Tutto ciò è incentivato dalla ricezione dei canali televisivi italiani, che specialmente prima dell'arrivo di internet e della televisione via cavo costituivano l'unica alternativa alla radio e televisione maltese. Dal 1974 a Malta è stato riaperto l'Istituto Italiano di Cultura.
Nel 1975/1976, Radio Malta (Xandir) istituì un terzo canale in lingua italiana, "Radio Malta Tre". Le notizie del giorno erano lette da Anna Bonanno. L'anno successivo, l'editore Rizzoli stabilì a Malta una televisione libera in lingua italiana, "Radio Televisione Indipendente", poi Tele Malta. Alla bancarotta di Rizzoli, questa fu acquisita da Silvio Berlusconi.
L'italiano è parlato correntemente o compreso da circa 383.100 persone (l'86% della popolazione) a Malta; il 67% (298.400 abitanti) lo parla correntemente. I madrelingua italofoni sono il 2% circa della popolazione (8.900 abitanti); tuttavia l'8% della popolazione (35.600 abitanti) dichiara di preferire l'italiano come lingua di comunicazione quotidiana.
Grazie alla televisione, i maltesi ricevono praticamente tutti i canali tv italiani e siciliani.
L'influenza dei media risulta fondamentale per l'apprendimento dell'italiano: è stato infatti rilevato che molti maltesi abbiano imparato l'italiano guardando i programmi Rai e Mediaset e che la percentuale di parlanti italiano sia più alta oggi rispetto a quando l'italiano era lingua ufficiale delle isole maltesi. Tuttavia, l'apertura del mercato delle TV via cavo e di internet, ampliando l'offerta mediatica, ha spinto i maltesi ad allontanarsi dalle fonti radio e televisive in lingua italiana (un tempo unica alternativa alla tv pubblica maltese). Le nuove generazioni maltesi tendono quindi ad avere minori capacità di comunicazione in lingua italiana. 
A Malta è presente l'Istituto Italiano di Cultura e la Società Dante Alighieri è l'unica istituzione italiana ad organizzare corsi di italiano che sono frequentati da 300 studenti all'anno; inoltre, l'italiano è insegnato in tutte le 30 scuole pubbliche di Malta. 
Nell'anno scolastico 2011-2012 8.845 studenti studiavano l'italiano come prima o seconda lingua straniera obbligatoria e all'Università di Malta insegnavano 8 professori di italiano, anche se la lingua d'insegnamento è l'inglese, ma è attivo un dipartimento di italianistica. 
Il Ministero dell'educazione maltese pubblica dal 1981 il semestrale Lo Stivale, redatto a Floriana, per gli insegnanti delle scuole pubbliche maltesi.
Dal giugno 2017 viene pubblicato anche un giornale on-line in lingua italiana, il Corriere di Malta.